# Comuna Pučišća, Split-Dalmația
Pučišća este o comună în cantonul Split-Dalmația, Croația, având o populație de 2.171 de locuitori (2011).

## Demografie
Componența etnică a comunei Pučišća
     Croați (98,62%)
     Necunoscut (0,23%)
     Neclasificat (1,06%)
Componența confesională a comunei Pučišća
     Catolici (95,3%)
     Fără religie și atei (2,12%)
     Necunoscută (1,75%)
     Alte religii (0,83%)
Conform recensământului din 2011, comuna Pučišća avea 2.171 de locuitori. Din punct de vedere etnic, majoritatea locuitorilor (98,62%) erau croați. Apartenența etnică nu este cunoscută în cazul a 0,23% din locuitori. Din punct de vedere confesional, majoritatea locuitorilor (95,3%) erau catolici, cu o minoritate de persoane fără religie și atei (2,12%). Pentru 1,75% din locuitori nu este cunoscută apartenența confesională.